# Kathryn Dwyer Sullivan
  Kathryn Dwyer Sullivan  (anglès: Kathryn Sullivan)  (Paterson, 3 d'octubre de 1951) és una geòloga estatunidenca i exastronauta de la NASA. Membre de la tripulació en tres missions del transbordador espacial, va ser la primera dona nord-americana a caminar per l'espai l'11 d'octubre de 1984. El 7 de juny de 2020 es va convertir en la primera dona a bussejar al Challenger Deep a la Fossa de les Mariannes, la part més profunda dels oceans de la Terra. Va ser subsecretària de Comerç d'Oceans i Atmosfera i administradora de l'Administració Nacional Oceànica i Atmosfèrica després de ser confirmada pel Senat dels Estats Units el 6 de març de 2014. El mandat de Sullivan es va acabar el 20 de gener de 2017, amb el jurament del president Donald Trump. Després de completar el seu servei a la NOAA, va ser designada com a Càtedratica d'Història Aeroespacial Charles A. Lindbergh del 2017 al Smithsonian Institution’s National Air and Space Museum, i també ha estat membre superior de l'Institut Potomac per a Estudis de polítiques.

## Orígens
Sullivan va néixer a Paterson (Nova Jersey). És graduada a l'escola secundària William Howard Taft de 1969 al districte de Woodland Hills, a Los Angeles, Califòrnia. Va obtenir una llicenciatura en Ciències de la Terra per la Universitat de Califòrnia, Santa Cruz el 1973, i un doctorat. en Geologia per la Universitat Dalhousie el 1978. Mentre estava a Dalhousie, va participar en diverses expedicions oceanogràfiques que estudiaven els sòls dels oceans Atlàntic i Pacífic.

## Carrera

### Carrera militar
El 1988, Sullivan es va unir a la Reserva Naval dels Estats Units com a oficial d'oceanografia, jubilant-se amb el rang de capità l'any 2006. Estava destinada a Guam.

### Carrera a la NASA
Sullivan es va unir a la NASA l'any 1978 i va formar part dels primers grups d'astronautes que van incloure dones. Va dur a terme la primera activitat extravehicular (EVA) d'una dona nord-americana durant la missió STS-41-G del transbordador espacial STS-41-G l'11 d'octubre de 1984. Sullivan i l'especialista en missió David Leestma van realitzar un passeig espacial de 3,5 hores en què van operar un sistema dissenyat per demostrar que un satèl·lit es podia proveir en òrbita. Durant la seva missió de vuit dies, la tripulació va desplegar el satèl·lit mesurador de radiació de la Terra, va realitzar observacions científiques de la terra amb el OSTA-3 (inclosos els experiments de radar SIR-B, FILE i MAPS) i la càmera de gran format (LFC), va realitzar una demostració de proveïment de combustible per satèl·lit utilitzant combustible hidrazina amb el sistema de subministrament de combustible orbital (ORS), i va dur a terme nombrosos experiments a la cabina, a més d'activar vuit contenidors "Getaway Special". STS-41G va completar 132 òrbites de la Terra en 197,5 hores, abans d'aterrar al Kennedy Space Center, Florida, el 13 d'octubre de 1984.
L'abril de 1990, Sullivan va formar part de la tripulació de la STS-31, que es va llançar des del Kennedy Space Center, Florida, el 24 d'abril de 1990. Durant aquesta missió de cinc dies, membres de la tripulació a bord del transbordador espacial Discovery van desplegar el telescopi espacial Hubble i van dur a terme diversos experiments que van incloure l'estudi del creixement de cristalls de proteïnes, el processament de la membrana de polímers i els efectes de la ingravidesa i els camps magnètics sobre els ions. També van operar una gran varietat de càmeres, inclosa la càmera IMAX, per a observacions terrestres des de la seva altitud de registre de 380 milles. Després de 76 òrbites de la terra en 121 hores, el STS-31 Discovery va aterrar a la base de la força aèria Edwards, Califòrnia, el 29 d'abril de 1990. El 1985 es va convertir en professora adjunta de Geologia a la Universitat Rice.
Sullivan va exercir com a comandant de càrrega útil a STS-45, la primera missió Spacelab dedicada a |la missió de la NASA al planeta Terra. Durant aquesta missió de nou dies, la tripulació va operar els dotze experiments que constituïen la càrrega ATLAS-I (Atmospheric Laboratory for Applications and Science). ATLAS-I va obtenir una àmplia gamma de mesures detallades de les propietats físiques i químiques de l'atmosfera, que contribuiran significativament a millorar la nostra comprensió del nostre clima i atmosfera. A més, era la primera vegada que s'utilitzava un feix artificial d'electrons per estimular una descàrrega auroral provocada per l'home.
Sullivan va deixar la NASA l'any 1993. Va volar en tres missions de transbordador espacial i va registrar un total de 532 hores a l'espai.
|  |  |

### Carrera civil
Després d'abandonar la NASA, Sullivan va exercir com a científic en cap de l'Administració Nacional Oceànica i Atmosfèrica (NOAA). El 1996 va ser nomenada presidenta i directora general del COSI Columbus, un centre interactiu de ciències a Columbus, Ohio. Del 2006 al 2011 va ser directora del Centre Battelle de Política d'Educació en Matemàtiques i Ciències de la Universitat Estatal d'Ohio, així com assessora científica voluntària del COSI. Sota el seu lideratge, COSI va reforçar el seu impacte en l'ensenyament de les ciències a l'aula i la seva reputació nacional com a innovadora de recursos pràctics d'aprenentatge de la ciència basats en la investigació. Va ser nomenada membre del Consell Nacional de Ciències pel president George W. Bush el 2004.
El 2009, Sullivan va ser elegida per a un mandat de tres anys com a president de la Secció d'Interès General en Ciència i Enginyeria de l'Associació Americana per a l'Avançament de la Ciència.
El gener de 2011, la Casa Blanca va enviar al Senat la nominació de Sullivan pel president Barack Obama com a secretaria adjunta de comerç. Sullivan va ser nomenada per primera vegada el desembre del 2010, però com que el Senat no va aprovar la seva candidatura i un grup d'altres es van enviar a finals de desembre, la Casa Blanca va renovar les sol·licituds formals.
El 4 de maig de 2011, Sullivan va ser confirmada per consentiment unànime del Senat nord-americà i nomenada pel president Obama per ocupar el càrrec de secretaria adjunta de comerç d'observació i predicció ambiental i administrador adjunt de l'Administració oceànica i atmosfèrica nacional.
Sullivan es va convertir en subsecretaria en funcions de comerç per a oceans i atmosfera i en funcions d'administrador de la NOAA el 28 de febrer de 2013, després de la renúncia de Jane Lubchenco.
El president Obama va nomenar Sullivan per ocupar el càrrec de secretaria adjunta de comerç per als oceans i l'atmosfera i administradora de la NOAA l'1 d'agost de 2013 i el Senat va confirmar-la el 6 de març de 2014.
Sullivan va ser nomenada presidenta de la història aeroespacial Charles A. Lindbergh del 2017, una beca competitiva de 12 mesos al Museu Nacional de l'Aire i de l'Espai. Durant la seva residència al museu, la investigació de Sullivan es va centrar en el telescopi espacial Hubble.
El novembre de 2019, el llibre de Sullivan Handprints on Hubble: An Astronaut's Story of Invention va ser publicat per MIT Press.  Handprints on Hubble  explica l'experiència de Sullivan com a part de l'equip que va llançar, rescatar, reparar i mantenir el telescopi espacial Hubble. Va discutir el llibre i la seva participació en el desenvolupament i llançament del telescopi Hubble a Woman's Hour and at the Royal Institution in London in març 2020.> de la BBC Radio 4 i a la Royal Institution de Londres el març de 2020.
A la primavera del 2020, Sullivan va viatjar en una expedició a bord del DSV Limiting Factor de Triton Submarins fins al fons del Challenger Deep, el punt més profund conegut de l'oceà, convertint-se en la primera dona que va arribar al punt més profund conegut de l'oceà i primera persona que viatja a Challenger Deep i a l'espai.
El novembre de 2020, Sullivan va ser nomenat membre voluntari de l'equip de revisió de l'agència de transició presidencial de Joe Biden per donar suport als esforços de transició relacionats amb el Departament de Comerç.

## Reconeixements

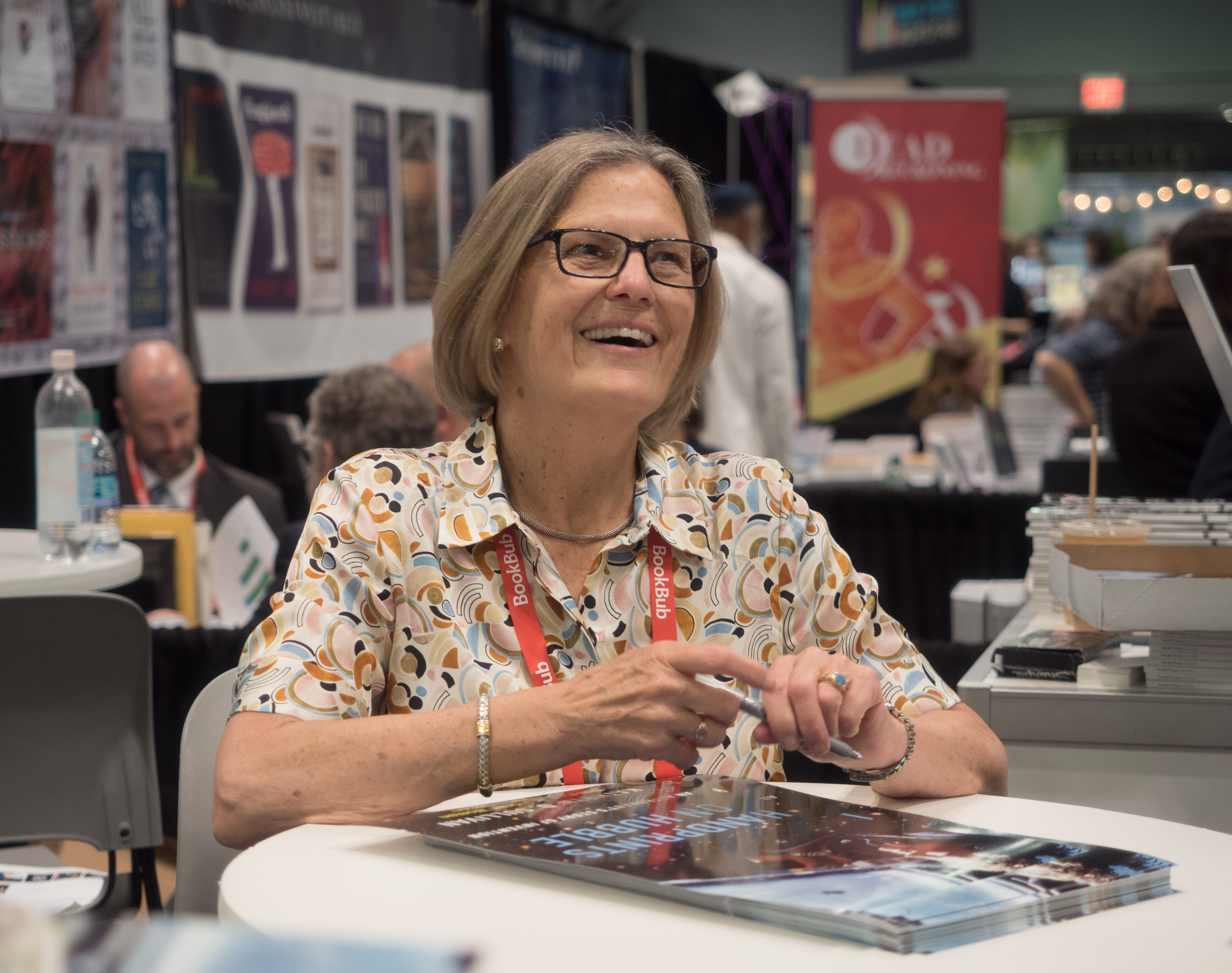
Sullivan al BookExpo America 2019 signa autògrafs per a empremtes manuals al Hubble

El 1991, Sullivan va rebre el premi Haley Space Flight per "distingit rendiment en el desplegament del telescopi espacial Hubble a la missió STS-31 durant l'abril de 1990".
El 1993, Kathryn Sullivan va rebre la Medalla d'Or de la Society of Woman Geographers, per ser la primera dona nord-americana a caminar per l'espai, durant la missió Challenger del transbordador espacial de 1984. Va emportar-se un banderí que portava les insígnies de la Societat en aquesta missió.
L'any 1994, Sullivan va rebre el premi Golden Plate de la American Academy of Achievement.
El 2004, Sullivan va ingressar al Saló de la Fama dels Astronautes i va rebre el premi Adler Planetarium Women in Space Science Award
El 2013, Sullivan va rebre un doctorat honoris causa en ciències per la Universitat de Willamette juntament amb la seva presentació d'un discurs inicial.
El 2014, Sullivan va ser guardonat a la llista Time 100. Segons John Glenn, "Kathy no és només una científica de la torre d'ivori. Va formar part de la primera classe d'astronautes femenines de la NASA, seleccionada el 1978, i va volar tres missions de llançadora. És la primera dona nord-americana que va caminar per l'espai i va servir a bord de la missió que va desplegar el telescopi espacial Hubble. Aquest paper d'ajudar la humanitat a mirar cap a fora no li ha impedit mirar cap a casa. El planeta pateix trastorns cada vegada més greus, almenys en part com a conseqüència del canvi climàtic: sequeres, inundacions, tifons, tornados. Crec que la meva bona amiga Kathy és la persona adequada per al treball adequat en el moment adequat ".
El maig de 2015, Sullivan va rebre un doctorat honoris causa per la Universitat de Brown per les seves "abundants contribucions a la ciència, l'educació i el bé públic i el seu compromís permanent amb la millora de l'estat del nostre planeta per a les generacions futures".
El setembre de 2015, Sullivan va presentar la conferència John H. Glenn de la sèrie d'història de l'espai al Smithsonian National Air and Space Museum de Washington, DC, titulada "Mirant la terra: el viatge d'un astronauta", Sullivan va discutir la seva vida d'exploració i descobriment, què és ens agrada complir els seus somnis d'infantesa i com l'estudi de NOAA sobre el nostre planeta ens ajuda a entendre els reptes ambientals actuals.
Va ser elegida membre de l'Acadèmia Nacional d'Enginyeria el 2017 i de l'Acadèmia Americana d'Arts i Ciències el 2017.
Sullivan figurava a la llista de les 100 dones de la BBC anunciades el 23 de novembre de 2020.